# Кућа на углу Улице Димитрија Туцовића и Франца Розмана 91
Кућа на углу Улице Д. Туцовића и Франца Розмана 91 се налази у Апатину, представља непокретно културно добро као споменик културе Србије.

## Опште информације
Кућа на углу улица Димитрија Туцовића и Франца Розмана у Апатину је спратна, са високим четвороводним кровом покривеним бибер црепом. Пројектант, извођач и власник био је Јозеф Виола из Апатина.
Угао је засечен са еркером и балконом. Еркер се завршава кулом и шиљатим кровићем. Наглашена је вертикалност зграде издуженим пиластрима који се протежу кроз приземље и спрат. Између пиластра на спрату су двокрилни високи прозори. У приземљу, изнад отвора, била је богата декорација, али је приземље доста измењено. Постоји документација са аутентичним изгледом, те је могућа реконструкција куће.  
Уписан је у регистар Завода за заштиту споменика културе Војводине 1994. године.